# 東京駅のバス乗り場
本項目では、東京駅のバス乗り場（東京駅丸の内口・八重洲口・日本橋口ならびに駅周辺の路線・高速バス乗り場）について記述する。

## 概要
東京都千代田区丸の内に位置する東京駅（東日本旅客鉄道・東海旅客鉄道・東京地下鉄）周辺のバス乗り場に発着する一般路線バスは、都営バス（東京都交通局）や、都営バスと相互乗り入れしていた民営バスが多数発着していたが、地下鉄の延伸・開業の度に減少し続け、2022年現在、都営バスは丸の内北口と丸の内南口、八重洲南口（都営バスでは「東京駅八重洲口」と称している）に合計で10系統前後が乗り入れるのみとなっている。都営以外では東急バスが丸の内南口（同社では「東京駅南口」と称している）に、京王バスがバスターミナル東京八重洲に発着しているほか、八重洲口側では周辺地域を巡回するコミュニティバスの乗り入れもある。
一方、1969年（昭和44年）6月10日の東名ハイウェイバス開設にあたり、当時の日本国有鉄道（国鉄バス）が八重洲南口に拠点となるバスターミナル（自動車駅）を整備したことをきっかけに、東京駅八重洲南口が東京都心部における高速バスターミナルの拠点の一つとなり、全国から多数の高速バスが乗り入れている。なお、JRが関与しない路線（主に京成バスやビィー・トランセグループの運行する千葉方面の路線、東北急行バスなどの一部夜行路線）は、東京駅八重洲口から外堀通りを挟んだ東側の、八重洲中央口前交差点周辺の路上バス停に停車する。また、東京空港交通らが鉄鋼ビルディング内にバスターミナルを設けているほか、高速ツアーバスから転換した事業者向けの拠点として「鍛冶橋駐車場」がある。
東京駅周辺に分散している非JR系バス会社の乗り場は、八重洲口駅前再開発地区に建設された高層ビルの地下にあるバスターミナル東京八重洲に集約される予定である（後述）。

## 一般路線バス

### 丸の内南口
駅前再開発工事中のため、丸の内南口横と駅前広場に乗り場が分散したが、2017年3月1日より駅前広場内に集約された。都営バスの定期券売り場もこの一角にある。停留所名は都営バスが「東京駅丸の内南口」、東急バスが「東京駅南口」。
| のりば | 運行事業者 | 系統・行先                                                                | 備考                               |
| ------ | ---------- | ------------------------------------------------------------------------- | ---------------------------------- |
| 1      | 都営バス   | - 都05-2：東京ビッグサイト・有明一丁目・有明ガーデン - 深夜13：有明一丁目 | 「深夜13」は深夜バス・平日のみ運行 |
| 2      | 都営バス   | 都04：豊海水産埠頭                                                        |                                    |
| 3      | 東急バス   | 東98：清水・等々力操車所                                                  | 等々力操車所行は朝夕のみ           |
| 7      | 都営バス   | - 都05-1：晴海埠頭 - 都05-1出入：深川車庫前                               | 広場外都道上に設置                 |

2024年5月7日より、それまで1番のりば始発だった都05-1系統群（出入含む）は、広場外南方（丸の内南口発各系統走行経路上、後述のはとバスのりば手前側）に新設された7番のりば始発に変更された。
都道上、広場入口手前に1 - 3のりば用降車場が、7番のりば手前に同発路線専用降車場が設置されている。
広場内は、1 - 3番のりばとは別の場所に、JR竹芝水素シャトルバスの専用発着場もある（後述）。
その他、はとバスは丸の内南口から南へ進んだガード下のエリアを定期観光バスの発着拠点として（登記上本店でもある東京営業所もこの付近に構えている）切符売り場、待合室、売店を、ガード前の両方向に乗降場を設置している。また、日の丸自動車興業も観光周遊バス「スカイバス東京」の拠点として丸の内南口の三菱ビルヂング1階に切符売り場を、ビル前に乗降場を置いており、無料巡回バスの丸の内シャトルも停車する。
なお、西東京バスの深夜急行バス「東京駅南」バス停（後述の東京駅高速バスターミナル5番のりばの次の乗車専用バス停）は、東急バス東98の「東京国際フォーラム」バス停と同一箇所であり、東京駅よりも有楽町駅に近い。

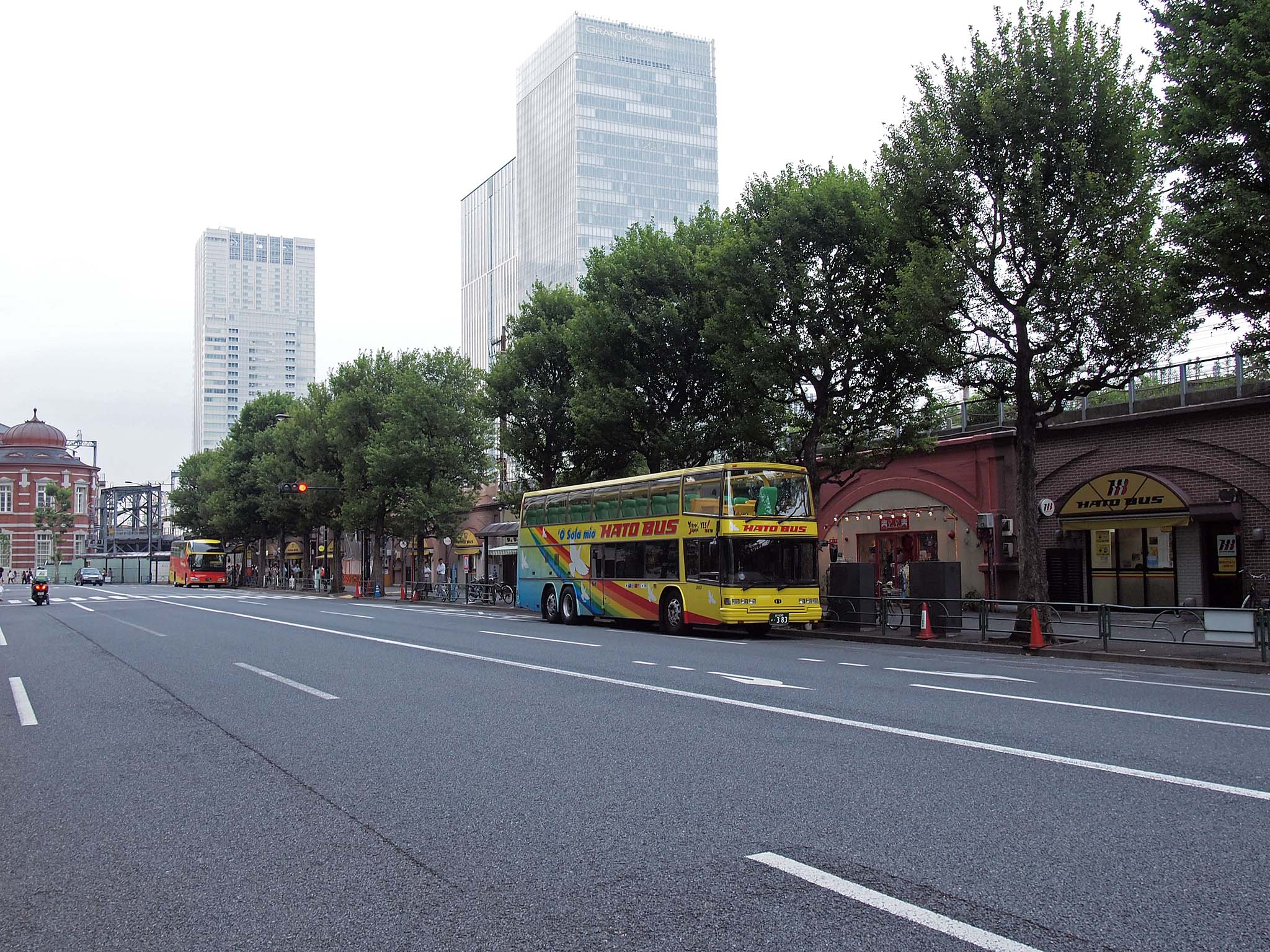
はとバス東京駅丸の内南口乗り場（2013年7月）
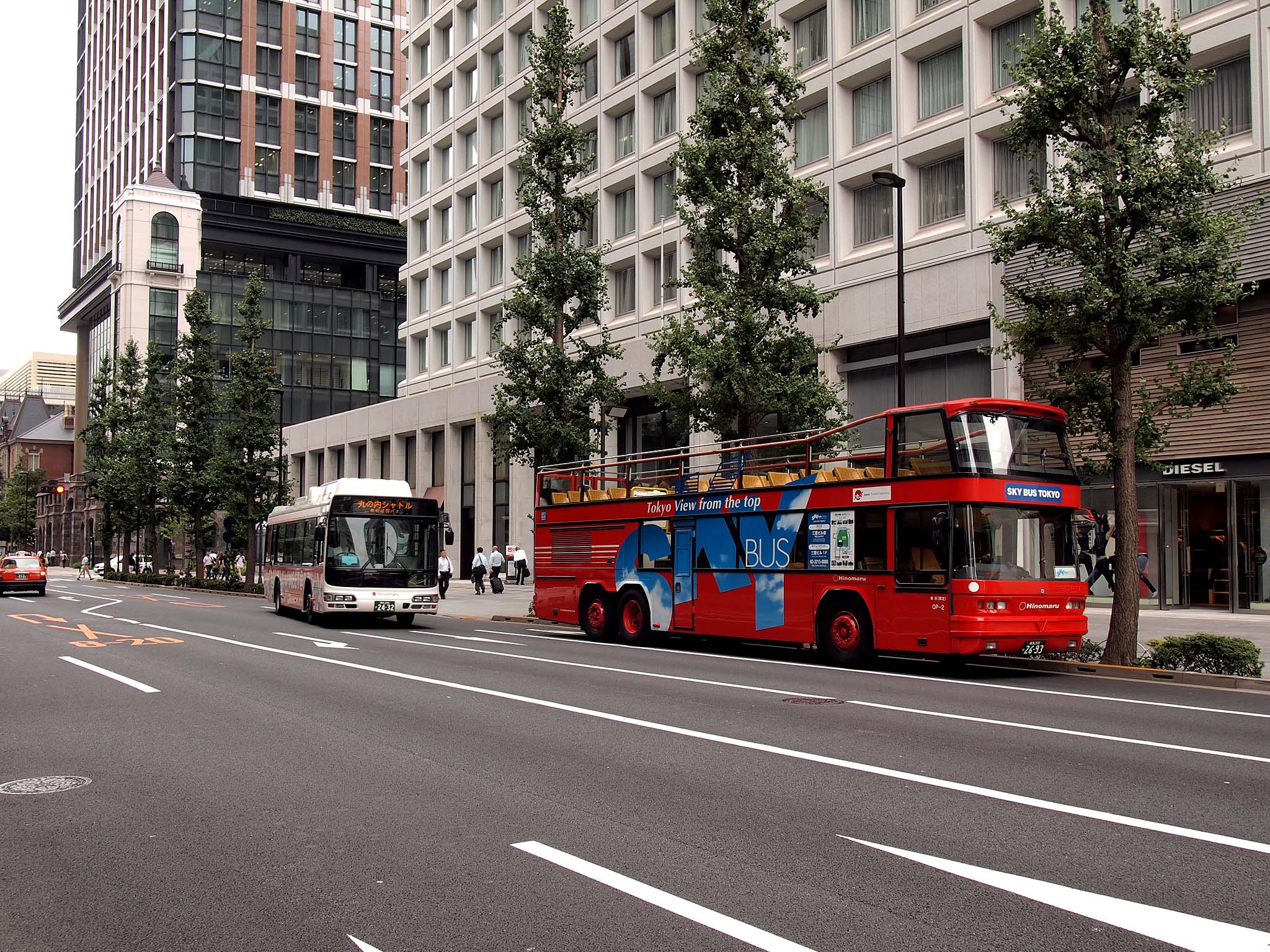
日の丸自動車興業三菱ビル乗り場（2013年9月）

### 丸の内南口（東京駅ステーションホテル前）
JR東日本とJRバス関東が2020年10月24日より運行を開始した竹芝地区への無料巡回バス「JR竹芝 水素シャトルバス」が東京駅ステーションホテル前のバス乗り場に発着する。
東京駅ステーションホテル前のりば
- 無料巡回バス「JR竹芝 水素シャトルバス」ウォーターズ竹芝・日の出ふ頭・東京タワー方面（JR東日本・JRバス関東）

### 丸の内北口
丸の内オアゾ前にあった都営バス乗り場が2017年11月6日より駅前広場内に移設された。同時に乗り場番号も丸の内南口からの連番に改番された。停留所名は「東京駅丸の内北口」。
| のりば | 運行事業者 | 系統・行先       | 備考                 |
| ------ | ---------- | ---------------- | -------------------- |
| 4      | 都営バス   | 東22：錦糸町駅前 |                      |
| 5      | 都営バス   | 都03：四谷駅     | 平日のみ運行・本数少 |
| 6      | 都営バス   | 東43：荒川土手   |                      |

### 八重洲南口
後述のJR高速バスターミナルの外側に都営バス専用の3面のホームを有する。東京駅八重洲口の周辺整備のため一時移転していたが、2014年3月14日に元の乗り場に戻っている。停留所名は「東京駅八重洲口」。
| のりば | 運行事業者 | 系統・行先                                                       | 備考 |
| ------ | ---------- | ---------------------------------------------------------------- | ---- |
| 10     | 都営バス   | 東16：東京ビッグサイト・深川車庫前・有明一丁目・住友ツインビル前 |      |
| 11     | 都営バス   | 東15：深川車庫前                                                 |      |
| 12     | 都営バス   | 東42-1：南千住駅西口・南千住車庫前                               |      |

### バスターミナル東京八重洲
長距離バスターミナルであるバスターミナル東京八重洲にも一般路線バスが発着している。
- 030系統：永福町行（京王バス、休日のみ運行）

### 八重洲北口
外堀通り北行き・鉄鋼ビル南館前。2014年の時点で鉄鋼ビル建て替え工事のため、日の丸自動車興業の停留所が一時移転し、元の位置から少し先の日立自動車交通の停留所を一時的に共用していたが、建て替え工事の終了に伴い、2016年9月12日より日の丸自動車興業の停留所が50メートル呉服橋寄りに再移転し、停留所共用を終了した。以降、事業者ごとに停留所が分かれ、以下の路線バスが停車する。停留所名は日立自動車交通が「東京駅八重洲北口」、日の丸自動車興業が「東京駅八重洲口」。
- 日立自動車交通
  - 中央区コミュニティバス「江戸バス」[9]北循環
    - 中央区役所→東京駅八重洲北口→新日本橋駅→小伝馬町駅→馬喰横山駅→浜町駅（明治座前）→水天宮前駅→人形町駅→中央区役所

  - 「晴海ライナー」[10]TYO-01系統 晴海二丁目行
  - 「晴海ライナー」TYO-03系統 晴海トリトンスクエア行
- 日の丸自動車興業
  - 無料巡回バス「メトロリンク日本橋」地下鉄日本橋駅・地下鉄三越前駅・JR新日本橋駅・地下鉄宝町駅方面
  - 無料巡回バス「メトロリンク日本橋Eライン」地下鉄三越前駅・浜町2丁目明治座前・地下鉄水天宮前駅・人形町1丁目・茅場町・兜町東証前方面

## 高速バス
高速バスのりばは7地区に大別される。
1. 東京駅高速バスターミナル（八重洲南口）
JRバスグループ、関東鉄道グループなど46バス事業者
2. バスターミナル東京八重洲
京成バスなど51バス事業者
3. 八重洲中央口交差点周辺に散在する各社のバス停
平和交通、東北急行バスほか
4. 東京駅八重洲北口バス停（鉄鋼ビル）
東京空港交通、富士急系
5. 東京VIPラウンジ
平成エンタープライズ VIPライナー
6. 東京駅丸の内北口バス停
鶴岡・酒田方面ほか
7. 東京駅丸の内南口（三菱ビル前）バス停
京都・枚方方面（関東バス・京阪バス）
8. 鍛冶橋駐車場（八重洲南口）
旧ツアーバス系

### 東京駅高速バスターミナル

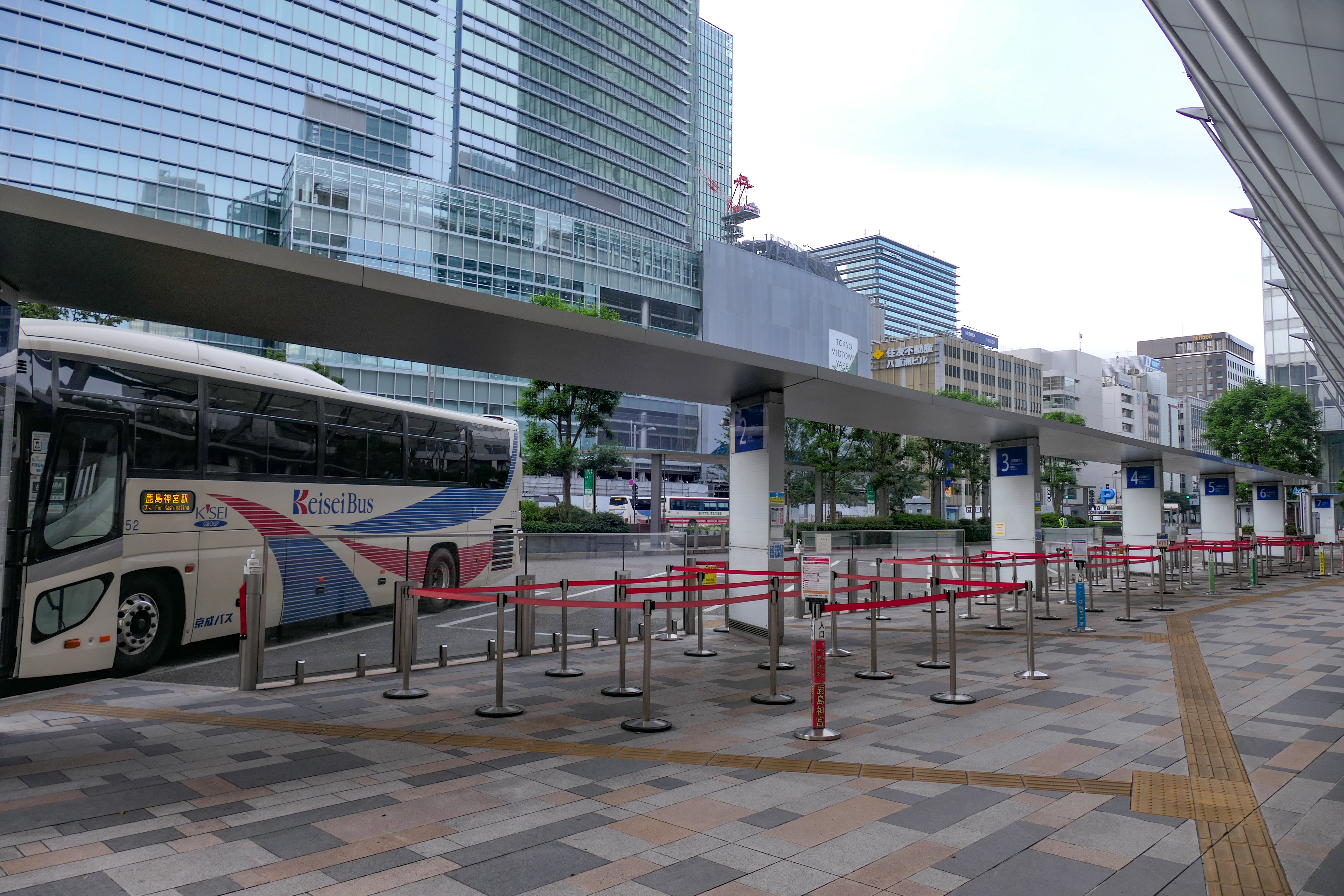
八重洲南口前の高速バス乗り場

八重洲南口の一角に位置し、ジェイアールバス関東が営業、同社と高速バス事業者45社及び東京都交通局（都営バス）が使用するバスターミナルである。旅客鉄道会社、都の管理地にまたがって存在する。
別名東京駅JR高速バスターミナル、東京駅八重洲口バスターミナル、東京駅八重洲南口バスターミナルなど。2017年10月、高速路線については現名称に一本化したブランディングを開始した。
国鉄バス時代から独立した窓口が設置されており、分割民営化・バス分社化後も自動車駅の「（JRバス）東京駅」という位置付けである。
元々は東名ハイウェイバスならびにその夜行便であるドリーム号のターミナルであり、待合施設等も最低限のものであったが、ドリーム号のエリア拡充、さらには1987年運行開始の「つくば号」を端緒とする常磐高速バスの拡充や1989年運行開始の「かしま号」をはじめとする東関東道方面への路線展開などに伴い、発着系統が増大し、施設が手狭になっていった。
このため、窓口の拡充と共に降車ホームを日本橋口（後述）に移転し、さらには元々3面であったホームを駅前広場ぎりぎりの4面にまで拡大して対応してきたが、2008年に窓口を八重洲南口改札前に移転した上でホームを北側に増設。さらには八重洲口の再開発にあわせて施設改善が行われ、2011年3月23日に窓口を少し南寄りのグランルーフ1階に移転し、2013年12月11日にはグランルーフの下に8面のホームを持つ新しい高速バスターミナルが完成、各路線の乗り場が大幅に変更された。また、のりば正面だけでなく、6番のりば後方にも発車標が設置された。なお発車ホームは2014年4月21日に9面に拡充している。

#### 発着路線（昼行便）
「東海道昼特急」「ドリーム号」については経路やグレードごとに異なる愛称の便が存在するが、便宜上一つにまとめる。行き先・経由地の詳細は各路線記事を参照のこと。
1番のりば
- 水郷潮来・アートホテル鹿島セントラル・鹿島神宮駅行・メルカリスタジアム行「かしま号」（JRバス関東・関東鉄道・京成バス）
- ※鹿島アントラーズ主催J1試合開催日に運行される「メルカリスタジアム直行便（座席指定制）」はのりば番線が異なる

2番のりば
- つくばセンター・筑波大学行「つくば号」（JRバス関東・関東鉄道）

2番のりばまたは3番のりば
- 水戸北スマートインター・日立駅・神峰営業所・シーマークスクエア行・国民宿舎鵜の岬行・高萩駅行「ひたち号」（JRバス関東・茨城交通）

3番のりば
- 茨城空港行（関東鉄道）
- 境町高速バスターミナル行「境 - 東京線」（JRバス関東・関東鉄道）
- 航空科学博物館・国際医療福祉大学成田病院行・多古台バスターミナル行「東京 - 富里・多古線」（京成バス千葉イースト）
- 神栖・波崎行「はさき号」（関東鉄道）
- ふかや花園プレミアム・アウトレット・本庄沼和田・伊勢崎駅・伊勢崎オートレース場前（JRバス関東）※7時20分発のみ
- 東部湯の丸サービスエリア・長野小島田・長野駅前(東口)行（WILLER EXPRESS）行（WILLER EXPRESS）
- 海浜幕張（幕張ベイタウン）・検見川浜駅方面「マイタウンライナー幕張ベイエリア線」（平和交通・あすか交通）
- 大宮台バスターミナル・おゆみ野駅・ちはら台駅行「マイタウンライナーおゆみ野・ちはら台線」（平和交通・西岬観光）
- 道の駅かさま・笠間駅前・益子駅行「関東やきものライナー（座席指定制）」GW臨時便（茨城交通）

4番のりば
- 水戸駅行・城東車庫行「みと号（赤塚駅経由・（茨城県庁前経由）」（JRバス関東・関東鉄道・茨城交通）
- 那須ハイランドパーク号 那須ハイランドパーク経由 友愛の森行（関東自動車）　※運休中

5番のりば
- マイタウン・ダイレクトバスTDR行・新浦安（高洲・日の出）方面（JRバス関東・京成バス・京成バス千葉ウエスト）
- 本庄沼和田・伊勢崎駅・伊勢崎オートレース場前・前橋駒形（JRバス関東・群馬中央バス）※7時20分発は3番のりば
- 常陸太田市高速バスターミナル行「新宿・東京 - 常陸太田線」（茨城交通）
- 常陸大宮市総合保健センター行・茨城交通大子営業所行「新宿・東京 - 常陸大宮・大子線」（茨城交通）
- 仙台駅東口行「仙台⇔首都圏線（仙台・東京号）」（JRバス東北）
- 御殿場プレミアム・アウトレット行 （JRバス関東）
- 富士急ハイランド・河口湖駅行・山中湖旭日丘行・河口湖自然生活館行「東京駅 - 河口湖駅線」（JRバス関東・富士急バス・フジエクスプレス）

- 11時20分発からは八重洲北口・鉄鋼ビルより発車する

- 燕三条駅三条口・新潟駅南口行（WILLER EXPRESS）行（WILLER EXPRESS）
- 仙台駅前・仙台営業所行「ニュースター号」（東北急行バス）

6番のりば
- いわき駅行・JRバスいわき支店行・ラパークいわき行・小名浜行・富岡営業所行「いわき号」（JRバス関東・新常磐交通・東武バスセントラル）
- 佐野プレミアム・アウトレット・佐野新都市バスターミナル行「マロニエ東京号」（JRバス関東）
- 香取神宮・佐原駅・潮来駅・麻生庁舎前・新鉾田駅・鉾田駅行「あそう号」（関東鉄道）
- 中津川駅・多治見駅・可児駅・可児車庫行（JRバス関東・東濃鉄道）「中央ライナー可児号」
- 草加駅・新越谷駅・越谷駅・春日部駅行「ミッドナイトアロー 春日部」（東武バスセントラル）※深夜急行バス　※運休中

7番のりば
- 成田空港行「エアポートバス東京・成田」（JRバス関東、平和交通、あすか交通、西岬観光、京成バス、京成バス千葉イースト、京成バス千葉ウエスト）

8番のりば
- 勝田駅・勝田営業所行・東海駅・原子力機構前行「勝田・東海号」（茨城交通）
- 清水駅・折戸車庫行・世界遺産三保松原行「しみずライナー」（JRバス関東・しずてつジャストライン）
- 渋川駅・伊香保温泉・草津温泉行き「上州ゆめぐり号・東京ゆめぐり号」（JRバス関東・秩父鉄道観光バス） ※一部便を除く
- 飯能市ムーミンバレーパーク（メッツァ）行「ムーミンバレーパーク直行号」（JRバス関東）
- 鎌取駅・誉田駅・土気駅・大網駅行（京成バス千葉イースト）※深夜急行バス

9番のりば
- 道の駅もっくる新城・京都駅・大阪駅行「（グラン・青春）昼特急号」（JRバス関東・西日本JRバス）
- 富士宮駅・富士宮営業所行・大石寺行・白糸の滝行「やきそばエクスプレス号」（富士急静岡バス）
- 富士駅・鷹岡車庫行「かぐや姫エクスプレス号」（富士急静岡バス）
- 静岡駅行・浜松駅行・名古屋駅行「東名ハイウェイバス」 （JRバス関東・JR東海バス）
- 名古屋駅行「新東名スーパーライナー」（JRバス関東・JR東海バス）
- 三郷団地・吉川駅・松伏バスターミナル行「吉川・松伏号」（JRバス関東）※運休中

5番のりばまたは9番のりば
- 四万温泉行「四万温泉号」（関越交通）
- 伊香保温泉・四万温泉行「伊香保四万温泉号羽田線」（関越交通）＜羽田エアポートガーデン始発＞

出発時刻によりのりばが異なる路線
- 国際展示場駅・東京ビッグサイト・東京港フェリーターミナル（JRバス関東）
- 館山駅行・休暇村館山前行・伊戸漁港行・南房総千倉行・安房白浜駅行・安房神戸経由安房白浜駅行「房総なのはな号」（JRバス関東・日東交通）
- 裾野市内・沼津駅・富士急沼津営業所行「さんさんぬまづ・東京号」（富士急シティバス）

#### 発着路線（夜行便）
JRバス関東の公式案内に基づくが、続行便の有無や他便の発車遅れなどにより、乗り場が変更になることがある。
1 - 6番のりば
- 名古屋駅行・岐阜駅行「ドリームなごや号」（JR東海バス・JRバス関東）

2番のりば
- 静岡駅・浜松駅行「ドリーム静岡・浜松号」（JR東海バス）
- 長野駅・湯田中駅・志賀高原・奥志賀高原ホテル行「雪物語号」（長電バス）※夏季・冬季運行

3番のりば
- 盛岡駅・青森駅行「ドリーム青森／盛岡・東京号」（JRバス東北）
- 秋田駅東口行「ドリーム秋田・東京号」（JRバス東北）
- 鶴岡（エスモールバスターミナル）・庄内町余目駅前・酒田（酒田庄交バスターミナル、さかた海鮮市場前）行「夕陽号」（国際興業・庄内交通）※運休中
- 東部湯の丸SA・長野小島田・長野駅東口行（WILLER EXPRESS）行（WILLER EXPRESS）
- 郡山駅・福島駅行「ドリームふくしま・東京号」（JRバス東北）

4番のりば
- 長町駅東口・仙台駅東口行「ドリーム仙台・東京／成田号」（JRバス東北・京成バス千葉イースト）
- 長町駅東口・仙台駅東口行「ドリーム仙台・東京／横浜号」（JRバス東北）

5番のりば
- 刈谷駅・太田川駅・名古屋駅行・八田駅行「ファンタジアなごや号」（JRバス関東・JR東海バス・京成バス）
- 横手バスターミナル・大曲バスターミナル・角館営業所・田沢湖駅行「レイク&ポート号」（関東バス・羽後交通）
- 白馬五竜・白馬八方バスターミナル・白馬岩岳・栂池高原行「白馬スノーマジック号」（アルピコ交通）※運休中
- 新島々駅・上高地行「さわやか信州号」（アルピコ交通）※春季 - 秋季運行 ※運休中

6番のりば
- 八戸駅・七戸十和田駅行「シリウス号」（国際興業・十和田観光電鉄）
- 中津川駅・多治見駅・可児駅・可児車庫行「ドリーム可児号」（JRバス関東（受託運行会社：東濃鉄道）・東濃鉄道）
- 猪苗代駅・会津若松駅行「夢街道会津号」（JRバス関東）

5 - 9番のりば
- 京都駅・JR奈良駅・大阪駅行・USJ行・三宮バスターミナル 行・大阪・関西万博会場行「ドリーム号」（JRバス関東・西日本ジェイアールバス）

7番のりば
- 仙台駅前・仙台営業所行「ニュースター号」（東北急行バス）
- 長町駅東口・仙台駅東口行「ドリーム仙台・東京号」（JRバス東北・JRバス関東）
- 米沢駅東口・山形駅行「ドリーム山形／米沢・東京号」（JRバス東北）※運休中
- 広島駅新幹線口・広島バスセンター行「グランドリームエクスプレス広島号」（JRバス中国）

8番のりば
- 岩国駅・徳山駅・萩バスセンター行「萩エクスプレス号」（防長交通）
- 弘前バスターミナル・青森駅・青森フェリーターミナル行「ノクターン・ネオ号」（弘南バス）
- 象潟駅・羽後本荘駅・本荘営業所行「エクスプレス鳥海号」（関東バス・羽後交通）

9番のりば
- 志知・徳島駅・阿南駅行「ドリーム阿南・徳島号」（JRバス関東（受託運行会社：徳島バス）・JR四国バス）
- 山陽インター・岡山駅・広島駅・広島バスセンター行「青春ドリーム岡山・広島号」（JRバス中国）
- 松江駅・出雲市駅・出雲大社行「スサノオ号」（JRバス中国）

### バスターミナル東京八重洲
八重洲口付近各所に分散している高速バスの停留所を集約する計画に基づいて整備された高速バスターミナルで、UR都市機構が整備し、京王電鉄バスが運営する。
第1期区画は2022年9月17日に東京ミッドタウン八重洲の地下1階、地下2階にオープンし、八重洲中央口交差点周辺に発着していた房総半島方面の路線を中心に、鍛冶橋駐車場から発着していたツアーバスからの転換事業者が移転した（開業と同時に、八重洲中央口交差点周辺の外堀通り路上にあった 東京駅2番のりばが廃止された）。今後、2028年までに随時拡張オープンする予定で、最終的には乗降バース数20、床面積約21,000 m2と、日本最大のバスターミナルとなる見込み。

### 八重洲中央口交差点周辺
特記なき限り、いずれのバス停も「東京駅八重洲口（前）」を名乗る。事業者ごとに停車場所が異なる。

#### 京成バス
以下の2箇所の停留所を管理する。2箇所の乗り場はかなり離れている。
- 東京駅1番のりば - 八重洲通り沿い、八重洲地下街20番出口付近・元東京建物ビル前（ビル工事中）
- 東京駅3番のりば - 外堀通り沿い北側、八重洲地下街16番出口付近・ホテル龍名館東京付近

京成バスでは2014年7月23日から2020年4月30日まで、八重洲地下街17番出入口付近にある八重洲ロータリービル1F・2Fに、乗車券類の発売窓口や待合所等の設備を兼ねた「京成高速バスラウンジ」を開設していた。また、2019年4月25日から2022年9月16日まで、八重洲地下街に乗車券発売ならびに各種案内業務を行う「京成高速バス案内カウンター」を開設していた。
3番のりばはかつて成田空港方面の東京シャトルが発着しており、バス停前の民有地に待合所が設けられていたが、エアポートバス東京・成田への再編により発着場所が変更されたため閉鎖されている。
2022年9月17日のバスターミナル東京八重洲開業時に房総半島方面の路線が同ターミナル発着となり、2番のりばが同日をもって廃止されたほか、1番のりばも将来的に廃止となる予定。
それぞれの発車路線は以下の通り。
東京駅1番のりば
- 「深夜急行バス」新浦安駅・サンコーポ西口行・JR稲毛駅行（京成バス）
- 「深夜急行バス」松戸駅・五香駅・千葉ニュータウン中央駅・京成成田駅経由 成田空港行（京成バス千葉イースト）※運休中

東京駅3番のりば
- マイタウン・ダイレクトバス「ちばきたライナー」（花見川消防署前・長沼経由 草野車庫行）（京成バス）
- マイタウン・ダイレクトバス「ユーカリが丘線・四街道ICルート」（千代田団地入口・臼井駅南口経由 ユーカリが丘行）（京成バス千葉イースト）
- マイタウン・ダイレクトバス「佐倉ICルート」（佐倉駅・佐倉市役所・京成佐倉駅経由 国立歴史民俗博物館行）（京成バス千葉イースト）
- マイタウン・ダイレクトバス（小倉台駅・千城台駅経由 御成台車庫行）（京成バス）
- 「深夜急行バス」葛西臨海公園駅・葛西駅・一之江駅経由 奥戸車庫行（京成バス）※運休中
- 「深夜急行バス」西船橋駅・鎌ヶ谷大仏駅・千葉ニュータウン中央駅・印旛日本医大駅・京成成田駅経由 成田空港行（京成バス千葉イースト）※運休中
- 「深夜急行バス」船橋駅・八千代緑が丘駅経由 鎌ヶ谷大仏駅行（京成バス千葉ウエスト）※運休中
- 幕張メッセからの臨時高速バスの到着（京成バス、京成バス千葉イースト、京成バス千葉ウエスト）

#### ビィー・トランセグループ
八重洲地下街20番出口・八重洲通り沿いの元東京建物ビル前（ビル工事中）。京成バスの「東京駅1番のりば」（上記）に隣接している。
- 鎌取・土気・大網方面行「深夜急行」（平和交通）※運休中
- ちはら台・八幡宿・五井方面行「深夜急行」（西岬観光）※運休中

ちはら台駅行「マイタウンライナー」、海浜幕張・新検見川方面行「マイタウンライナー」は2025年2月1日より東京駅八重洲南口ジェイアールハイウェイバス3番乗り場に変更された。

### 東京駅八重洲通り

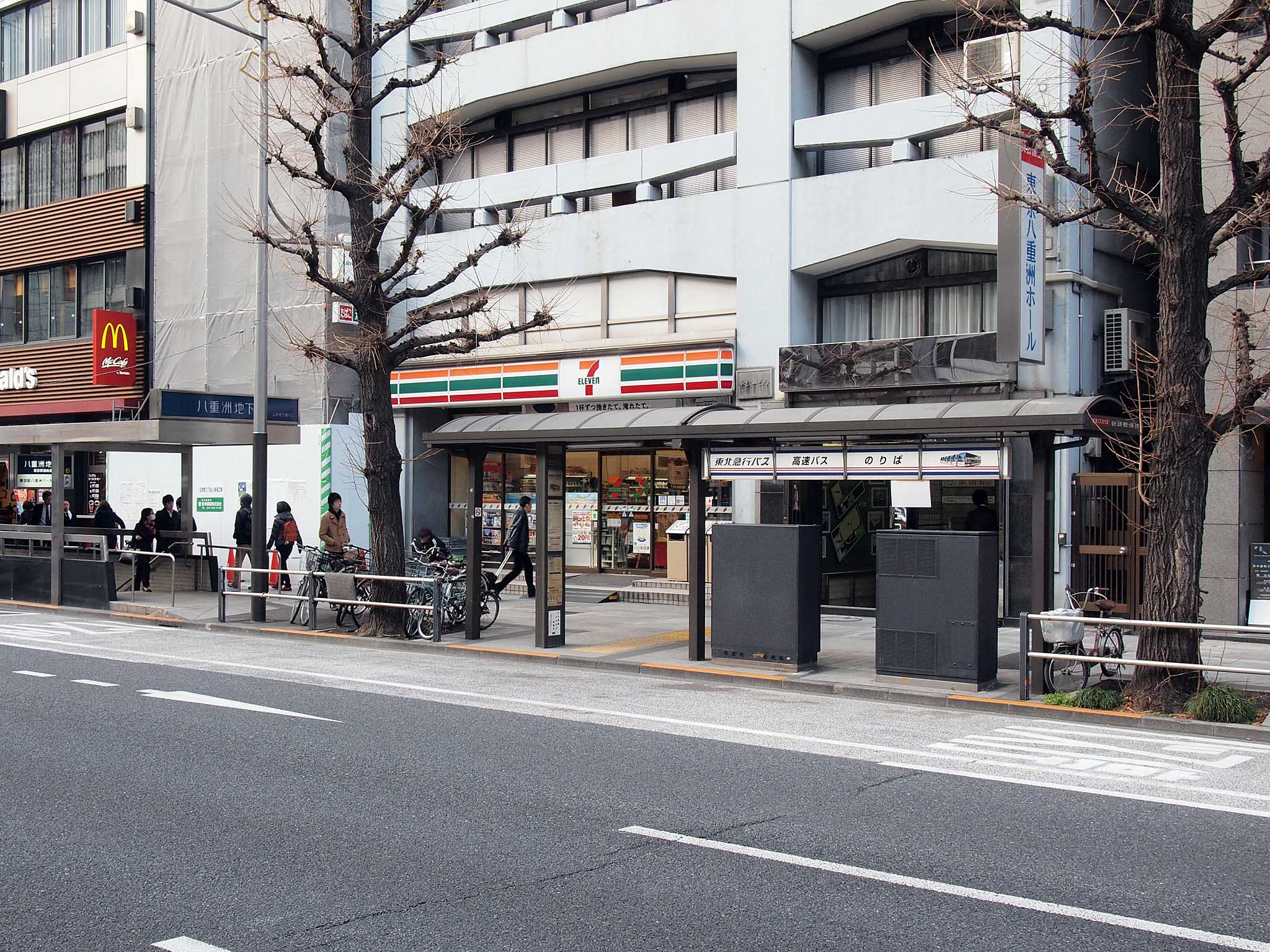
東北急行バス東京駅八重洲通り停留所（2014年3月）

八重洲地下街22番出口、八重洲フィナンシャルビル前。東京駅から約250メートル離れており、住所も東京都中央区日本橋三丁目であって八重洲ではないため、バス停名も「東京駅八重洲通り」を名乗る。
- 仙台行「ホリデースター号」（東北急行バス）※ニュースター号はJRハイウェイバス乗り場から出発
- 福島・山形行「レインボー号」（東北急行バス）
- 新庄行「TOKYOサンライズ号」（東北急行バス・山交バス）
- 京都・大阪行「フライングライナー号」「フライングスニーカー号」（東北急行バス・近鉄バス）
- 岡山・倉敷行「ままかりライナー」（東北急行バス・両備バス）
- 津山・岡山行「ルブラン号」（東北急行バス・両備バス）
- 富山・金沢行「きまっし号」（東北急行バス・北日本観光自動車）

### 東京駅八重洲北口・鉄鋼ビル

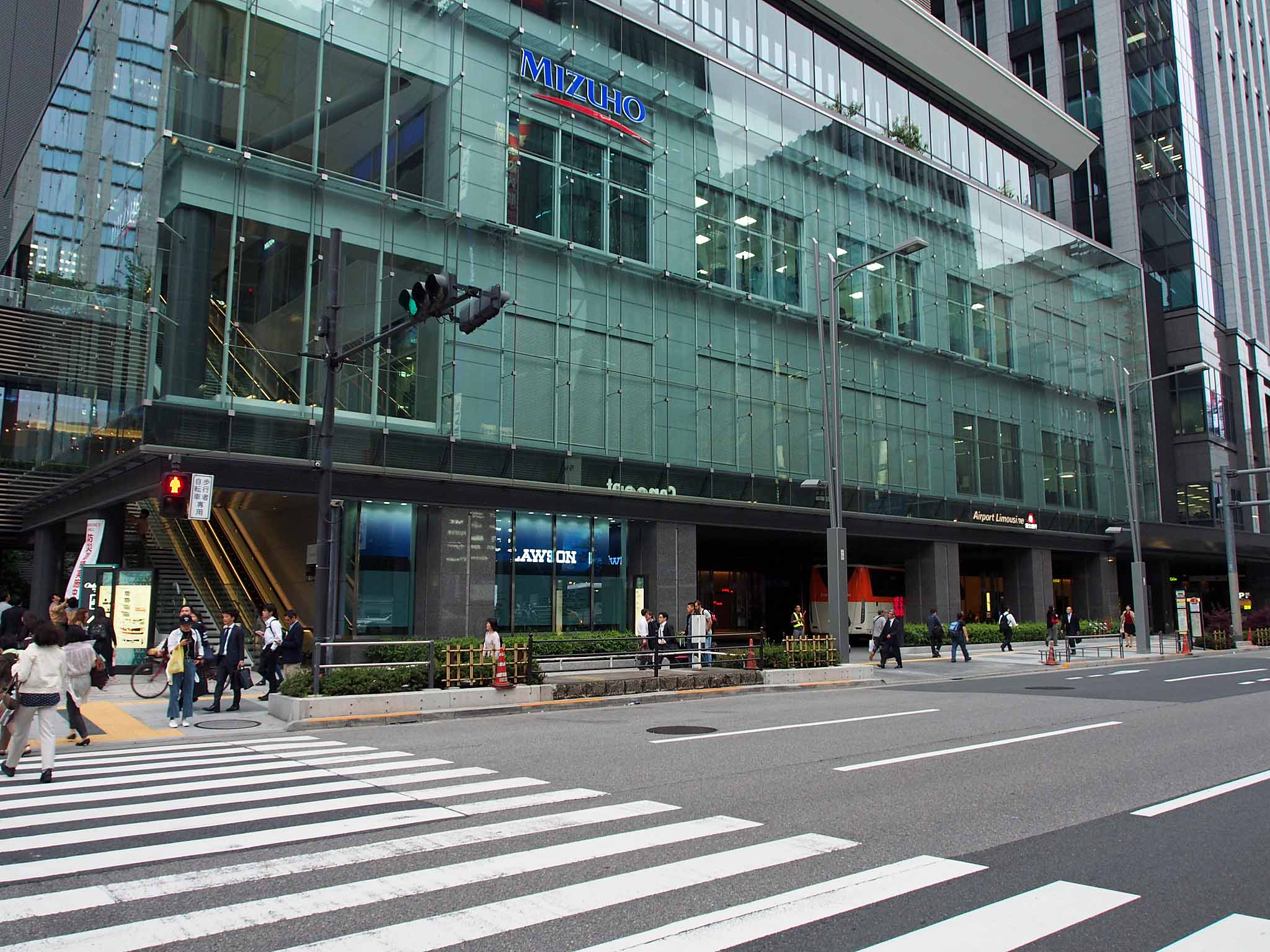
鉄鋼ビルバスターミナル（2017年5月）

八重洲北口・鉄鋼ビルディング南館1階に整備されたバスターミナル。2016年3月1日開業。八重洲南口にあったリムジンバス乗り場がこちらへ移転した。
鉄鋼ビルのりば
- リムジンバス 羽田空港行（東京空港交通・京浜急行バス）
- リムジンバス 成田空港行（東京空港交通）
- 東京駅 - 河口湖駅線 富士急ハイランド・河口湖駅行・山中湖旭日丘行・SDGsまなび館行（富士急バス・フジエクスプレス・JRバス関東）

### 東京VIPラウンジ
平成エンタープライズが運行する一部の長距離バスの利用客は、八重洲北口から徒歩約4分のビル内にある東京VIPラウンジに集合する。係員の誘導により、徒歩約3分の晴海ライナー日本橋高島屋バス停まで移動し、バスに乗車する。定期観光バスであるVIP VIEW TOUR も同様の乗車形式をとる。
- VIPライナー （平成エンタープライズ、平成コミュニティバス）

- 京都、新大阪、大阪、なんば、堺東、岸和田、神戸三宮、豊橋、長久手、名古屋、栄、金山駅北口、富山、高岡、金沢

### 東京駅丸の内北口（丸ノ内ホテル・オアゾ前）
東京駅丸の内北口の丸ノ内ホテル・丸の内オアゾ前のバス停に東京空港交通の羽田空港行・成田空港行のリムジンバスと、国際興業バス・庄内交通が運行する鶴岡・酒田方面への夜行高速バス「夕陽号」が発着する。リムジンバスは「東京駅丸の内北口（丸ノ内ホテル）」、夕陽号は「東京駅丸の内北口（オアゾ前）」という名称を用いている。
- リムジンバス 羽田空港行（東京空港交通）
- リムジンバス 成田空港行（東京空港交通）
- 鶴岡（エスモールバスターミナル）・庄内町余目駅前・酒田（酒田庄交バスターミナル、さかた海鮮市場前）行「夕陽号」（国際興業・庄内交通）

### 東京駅丸の内南口（三菱ビル）
2019年5月15日より三菱ビル前のスカイバス東京2番のりばバス停に関東バス、京阪バスが運行する夜行高速乗合バス東京ミッドナイトエクスプレス京都号が発着する。「東京駅丸の内（三菱ビル）」という名称を用いている。
- 京都駅・枚方市駅・京阪バス枚方車庫行（関東バス・京阪バス） 運休中

### 東京駅南口（丸の内口）
丸の内南口にある東急バス東98系統の停留所を以下の高速バスでも使用する。
- 立山（室堂）行（東急トランセ、西武観光バス、富山地方鉄道）※季節運行

### 鍛冶橋駐車場

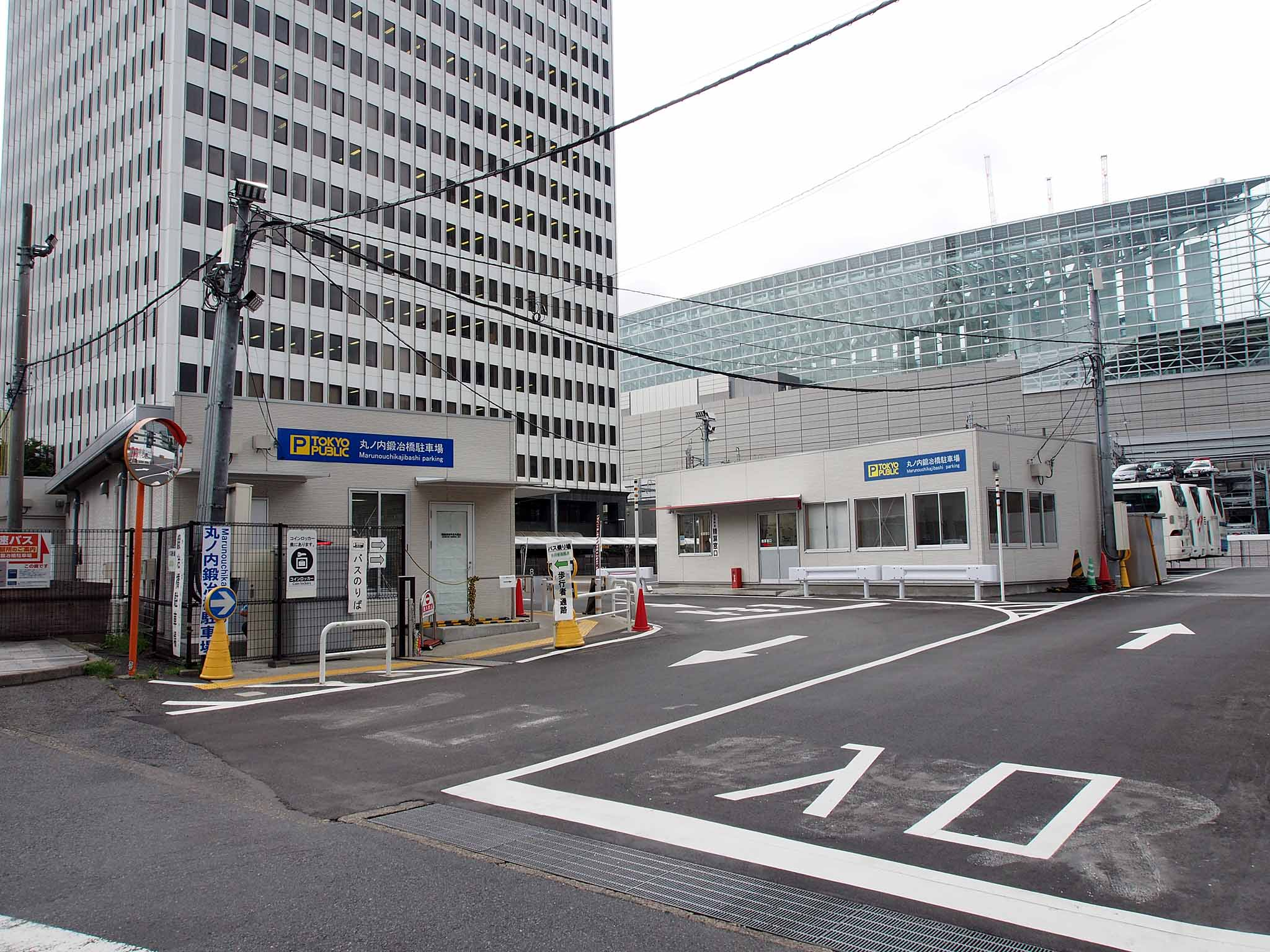
丸ノ内鍛冶橋駐車場（2017年8月）

八重洲南口から450メートルほど南（外堀通り沿い・鍛冶橋交差点南、首都高速西銀座JCTそば）。旧東京都庁舎第二本庁舎跡地に整備され、東京都道路整備保全公社によって運営されている「丸ノ内鍛冶橋駐車場」を暫定的なバス停留所として利用しているもので、2013年8月のツアーバス規制（新高速乗合バス制度）以前から、大型車17台が利用できる駐車場であった。2013年5月にバス事業者により「高速バス東京駅周辺停留所運用事業者協会」が設立され、2015年12月には東京都道路整備保全公社により乗降客向けの待合室が整備され、運用事業者協会により発着運用の管理や、車両誘導の警備員を配置し、バス乗降客向けには、案内係員の配置、運行情報を提供している。
バス運行会社によっては「東京駅鍛冶橋駐車場」「東京駅八重洲口鍛冶橋駐車場」「東京駅八重洲口 丸ノ内鍛冶橋駐車場」とも案内されている。最寄りの出口は京葉地下八重洲口で、地上の出口を基準とした場合、東京駅（八重洲南口）と有楽町駅（京橋口）のほぼ中間にあたる。東京メトロ有楽町線銀座一丁目駅も近い。「駐車場」と名前は付いているが、現在は普通自動車の利用はできない。
東北方面
- MICHINORI EXPRESS：弘前駅城東口・青森駅東口行（岩手県北自動車）※臨時便のみ
- JAMJAMライナー：盛岡駅西口行・福島駅西口・仙台長町駅東口・仙台(ヨドバシ仙台第1ビル前)行（ジャムジャムエクスプレス）
- オリオンバス：盛岡駅西口・弘前駅城東口・青森駅東口行（八洲交通）
- オリオンバス：本八戸駅・三沢駅西口・北里大学・十和田市まちなか交通広場・七戸十和田駅北口行（オー・ティー・ビー）
- オリオンバス：水沢駅東口・北上駅東口・盛岡駅西口行（オー・ティー・ビー）
- オリオンバス：米沢駅東口・道の駅やまがた蔵王・山形駅西口行（オー・ティー・ビー）
- オリオンバス：仙台（ヨドバシ仙台第1ビル前）行（オー・ティー・ビー）
- さくら高速バス：新白河駅東口・須賀川IC・郡山駅東口・福島駅西口行（桜交通）
- かごたびライナー：米沢駅東口・道の駅やまがた蔵王・山形駅西口行（武井観光）
- KBライナー：仙台（ヨドバシ仙台第1ビル前）行（千葉みらい観光バス）

関東圏内
- 桜川・筑西ライナー：下館駅南口・道の駅グランテラス筑西・岩瀬駅行（茨城交通）

甲信越方面
- スノーライナー：大町温泉・五竜/エスカル、白馬47・八方・栂池高原・白馬乗鞍・白馬コルチナ行（ジャムジャムエクスプレス）※冬季運行
- スノーライナー：よませ温泉・北志賀竜王・戸狩二ツ宮・戸狩とがりん家・斑尾高原・妙高池の平・新赤倉・赤倉温泉行・発哺温泉・一ノ瀬・志賀高原プリンスホテル行（ジャムジャムエクスプレス・妙高ハブネット）※冬季運行
- WILLER EXPRESS：新潟大学前・新潟駅南口行（WILLER EXPRESS）
- キラキラ号：長岡北・三条燕IC・鳥原BS・新潟駅南口行（桜交通、新潟第一観光）

北陸方面
- WILLER EXPRESS：富山駅北口・高岡駅南口・金沢駅西口行（ニュープリンス高速バス・丸一観光）
- オリオンバス：富山駅北口・高岡駅南口・金沢駅北口行・福井駅東口行（オー・ティー・ビー）
- キラキラ号：富山駅北口・高岡駅南口・金沢駅西口行（桜交通）
- 杉崎高速バス：富山駅北口・金沢駅西口行・福井駅東口行（杉崎観光バス）
- 中日本ハイウェイバス：敦賀白銀町・武生駅・福井駅東口・加賀温泉駅・小松駅南（こまつアズスクエア）行（中日本ツアーバス）

東海方面
- JAMJAMライナー：東岡崎駅南口・新豊田駅東口・名古屋南ささしまライブ行・星ヶ丘 ・ナゴヤドーム前行（ジャムジャムエクスプレス）
- WILLER EXPRESS：栄・名古屋南ささしまライブ行（WILLER EXPRESS）
- 杉崎高速バス：浜松駅・名古屋駅ミッドランドスクエア前行（杉崎観光バス）
- KBライナー：名古屋南ささしまライブ行（千葉みらい観光バス）
- あおぞらライナー：栄・名古屋駅（ミッドランドスクエア前）・宇治山田駅・青木バス車庫行（青木バス）

関西方面
- JAMJAMライナー：南草津・梅田（プラザモータープール）・難波OCAT・USJ行・神戸三宮（神戸三宮高架商店街前）行（ジャムジャムエクスプレス）
- WILLER EXPRESS：京都駅八条口・大阪駅 ・WILLERバスターミナル大阪梅田行・USJ（リーベルホテル前）行・堺駅西口行・和歌山駅西口行（WILLER EXPRESS、大阪さやま交通）
- WILLER EXPRESS：京都駅八条口・福知山駅北口・宮津駅・天橋立駅・豊岡駅・城崎温泉駅行（ニュープリンス高速バス）
- WILLER EXPRESS：神戸三宮（三宮高架商店街前）・明石駅北口・姫路駅南口行（WILLER EXPRESS）
- オリオンバス：京都駅八条口・梅田（プラザモータープール）・USJ・神戸三宮（三宮高架商店街前）行（オー・ティー・ビー）
- さくら高速バス：京都駅（八条通）・梅田（ヨドバシ梅田タワー）・難波（パークス通り）行（桜交通・AT LINER・晶栄交通）
- キラキラ号：京都駅八条口・梅田（プラザモータープール）・USJ行（桜交通）
- どっとこむライナー：京都駅（八条通）・梅田（ヨドバシ梅田タワー）・難波（パークス通り）行（AT LINER）
- ツーリストバス：梅田（ヨドバシ梅田タワー）・難波（難波パークス通り）行（さくら観光）
- 杉崎高速バス：南草津・京都駅八条口・大阪梅田（プラザモータープール）行・神戸市役所前行（杉崎観光バス）
- KBライナー：京都駅八条口・大阪梅田（プラザモータープール）・USJ行（千葉みらい観光バス）
- サンシャインエクスプレス：京都駅八条口・高速長岡京・梅田（プラザモータープール）行（サンシャインエクスプレス）
- サンシャインエクスプレス：梅田（プラザモータープール）・神戸三宮・篠山口駅西口行（サンシャインエクスプレス）
- ユタカライナー：大阪梅田（プラザモータープール）・神戸三宮行（ユタカ交通）
- ナイトライナー：京都駅八条口・大阪梅田（プラザモータープール）・天王寺行（東京富士交通）
- たびのすけバス：高速長岡京・大阪梅田（プラザモータープール）・難波OCAT行・神戸三宮行（青垣観光バス）
- サン・アンド・ムーン：京都駅八条口・難波OCAT・USJ行（大新東）

中国・四国方面
- オリオンバス：米子駅（文化ホール前）・松江駅北口（宍道湖遊覧船第二乗船場前）・出雲市駅南口・出雲大社行（オー・ティー・ビー）
- オリオンバス：岡山駅西口・高知駅北口行（オー・ティー・ビー）
- かごたびライナー：岡山駅西口・広島駅北口行（武井観光）

### 日本橋口

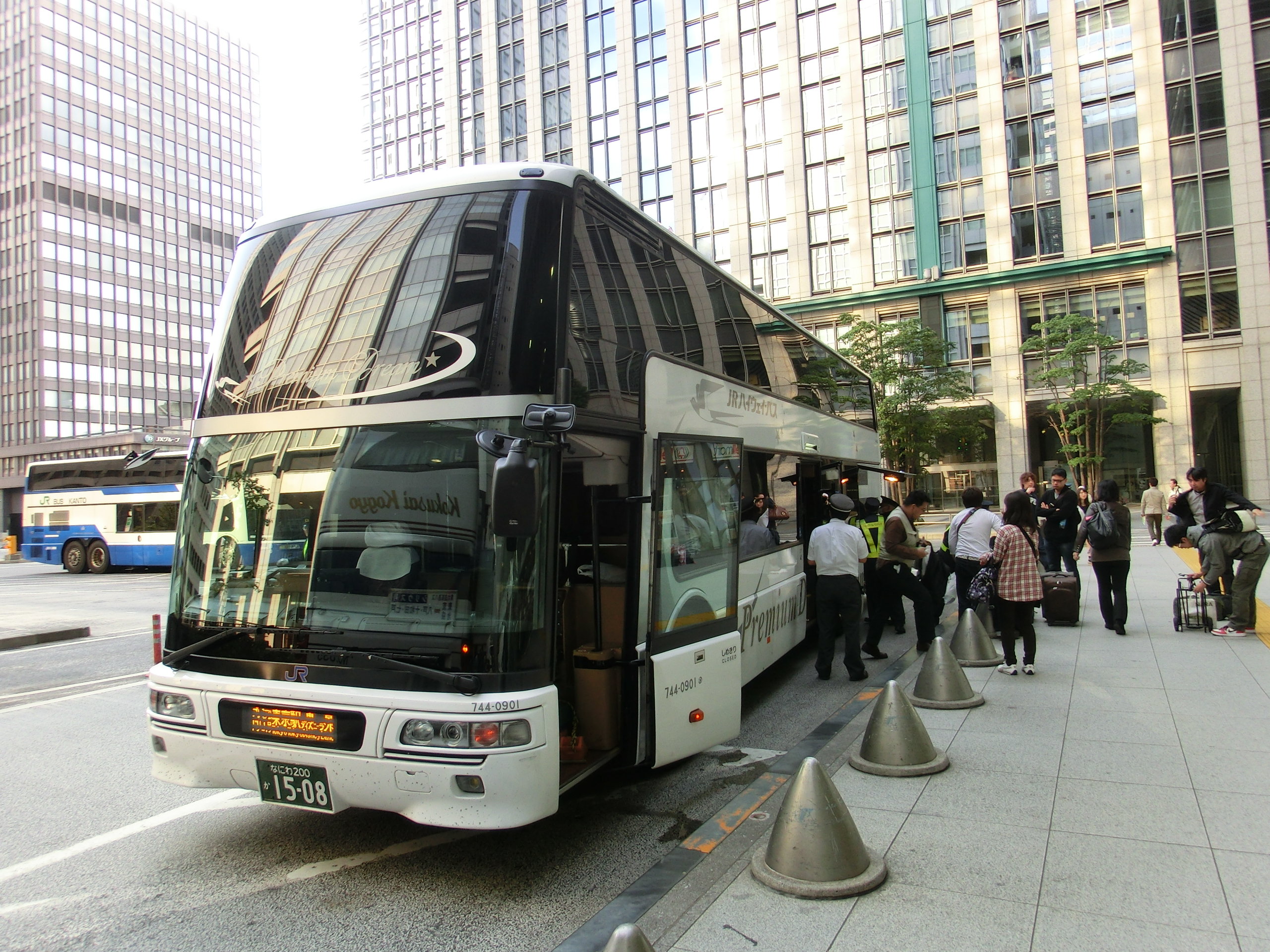
日本橋口前の高速バスおりば

東京駅日本橋口改札北側。八重洲南口の東京駅高速バスターミナルを利用する路線の東京側の到着場所として使用され、ここから乗車可能な定期バス路線はない（終着でない便も降車専用）。
京葉線が東京駅まで延伸するまでは、東京ディズニーランド行の東京湾岸線が発着していた他、貸切バスの乗降場としても使用されていた。
日本橋口に面した永代通り上には、都営バス東22系統（丸の内北口発着）の「呉服橋」停留所が設置されている。